# Накафурано
Накафурано (яп. 中富良野町 Накафурано-тё:) — посёлок в Японии, находящийся в уезде Сорати округа Камикава губернаторства Хоккайдо. Площадь посёлка составляет 108,70 км², население — 5319 человек (30 июня 2014), плотность населения — 48,93 чел./км².

## Географическое положение
Посёлок расположен на острове Хоккайдо в губернаторстве Хоккайдо. С ним граничат города Фурано, Асибецу и посёлки Камифурано, Биэй.

## Население
Население посёлка составляет 5319 человек (30 июня 2014), а плотность — 48,93 чел./км². Изменение численности населения с 1980 по 2005 годы:
| 1980 | 7039 чел. |  |
| 1985 | 6723 чел. |  |
| 1990 | 6331 чел. |  |
| 1995 | 5931 чел. |  |
| 2000 | 5833 чел. |  |
| 2005 | 5707 чел. |  |